# باشگاه ورزشی التضامن کویت
باشگاه ورزشی التضامن (به عربی: نادی التضامن الریاضی) یک باشگاه ورزشی از کشور کویت است که در استان فروانیه قرار دارد و تیم فوتبال آن در لیگ دسته اول فوتبال کویت بازی می‌کند.
التضامن سه بار به مقام قهرمانی در لیگ دسته اول کویت دست یافته است. همچنین این باشگاه چهار بار به مقام نایب قهرمانی جام امیر کویت رسیده است.
این باشگاه در سال ۱۹۶۵ تأسیس و بنیانگذاری گردیده است.

## رنگ‌های باشگاه
| آبی | سفید |